# The Sims 2: Apartment Pets
The Sims 2: Apartment Pets es un videojuego para Nintendo DS. EA lo ha descrito como una continuación de la versión para Nintendo DS de Los Sims 2: Mascotas. Al igual que en el original, permite una diversa cantidad de personalización, lo que permite crear mascotas en una variedad de colores y tamaños.

## Historia
El juego comienza con tu tío Bill yendo de expedición y dejándote a cargo del apartamento. También puedes cuidar de las mascotas que ya están en el apartamento al comienzo del juego. Poco después de que comience el juego, el conserje le informará sobre un cachorro perdido y se lo dará hasta que encuentre al dueño. Esta mascota y más son las que los dueños y varias personas dejarán y te pedirán que la cuides durante unos días.

## El spa
El spa para mascotas es otra característica de este juego. Los propietarios dejan a sus mascotas y usted tiene un período de tiempo limitado en el que necesita curar cualquier dolencia que puedan tener.

## Minijuegos
Hay tres minijuegos en The Sims: Apartment Pets. Ellos son: Buried Treasure, Bird Boogie y Snake Charming Game.

## Recepción
El juego recibió críticas "mixtas" según el sitio web de agregación de reseñas Metacritic. GamesRadar+ le dio una aversión abrumadora un mes antes de su lanzamiento en Estados Unidos. 